# Czerwień para
Czerwień para – nieorganiczny związek chemiczny z grupy barwników azowych.
Jest stosowana do produkcji kredek oraz farb (olejnych i kredowych) w niskiej temperaturze.

## Otrzymywanie
Powstaje w wyniku sprzęgania p-nitroaniliny z β-naftolem: